# Standard, Illinois
Standard är en ort i Putnam i delstaten Illinois, USA.